# 訃報 1989年3月
訃報 1989年3月（ふほう 1989ねん3がつ）では、1989年（平成元年）3月中に物故した、又は物故が報じられた人物についてまとめる。

## （1日 - 15日）

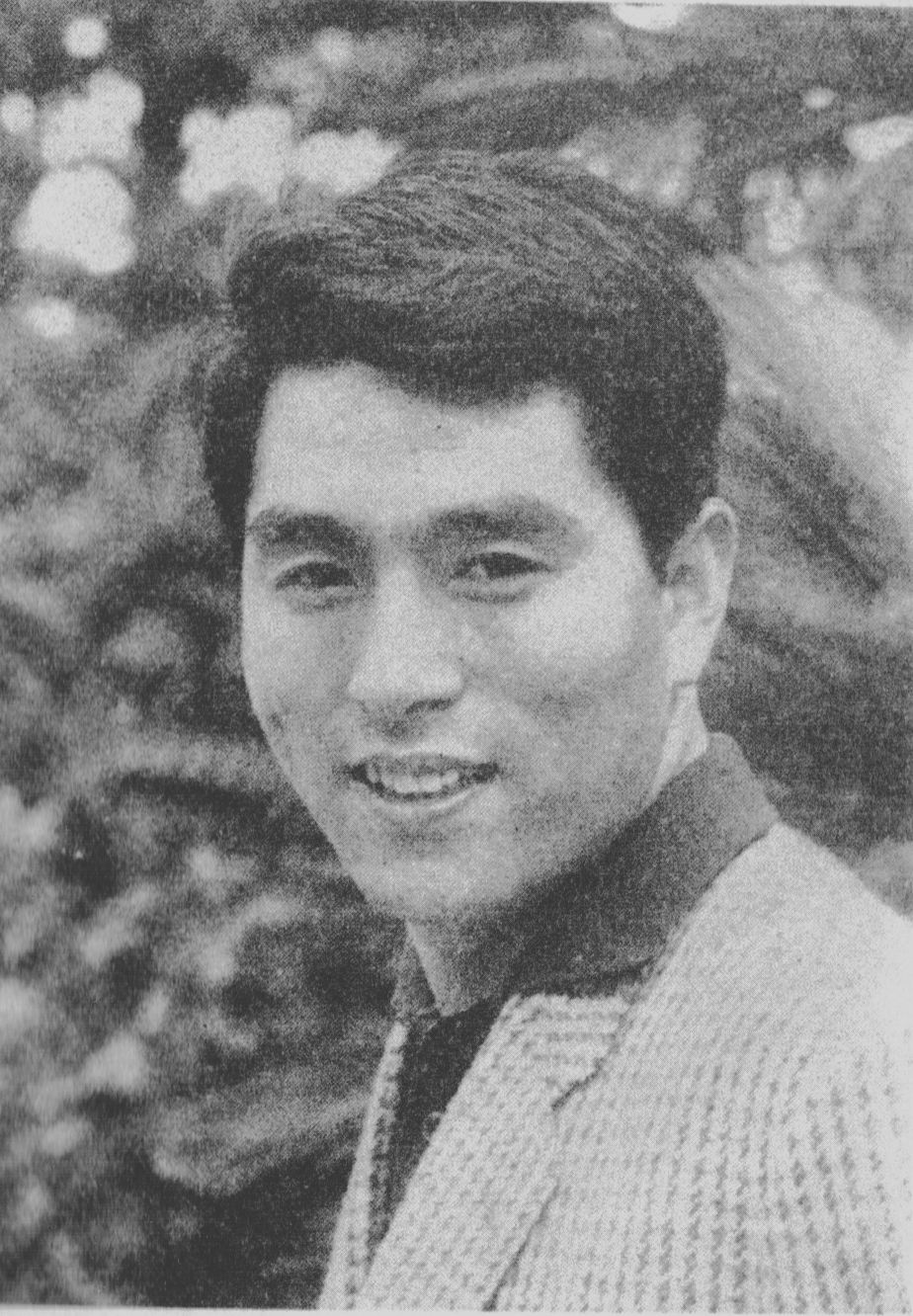
南廣／3月4日没

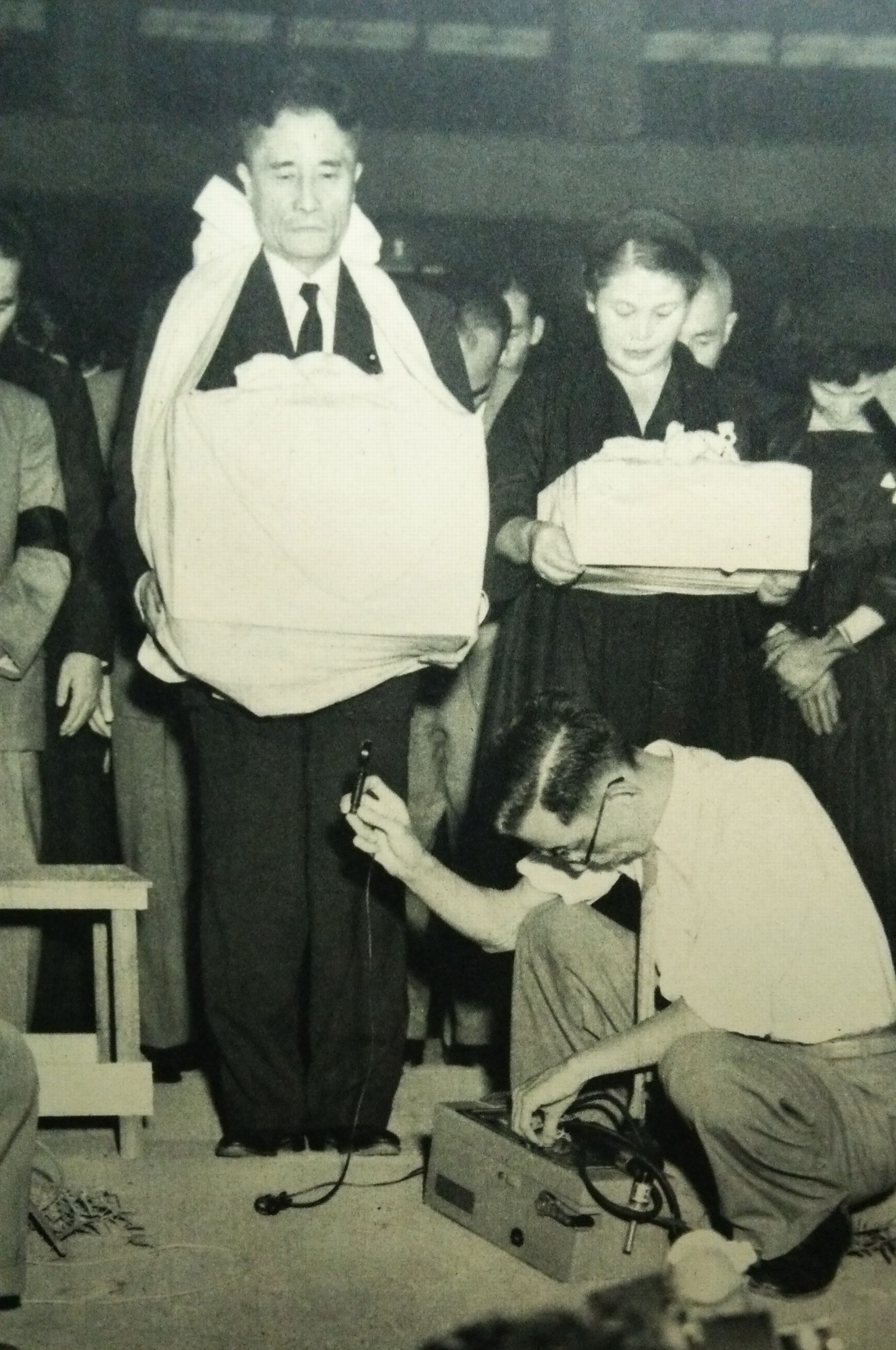
志賀義雄（左）／3月6日没

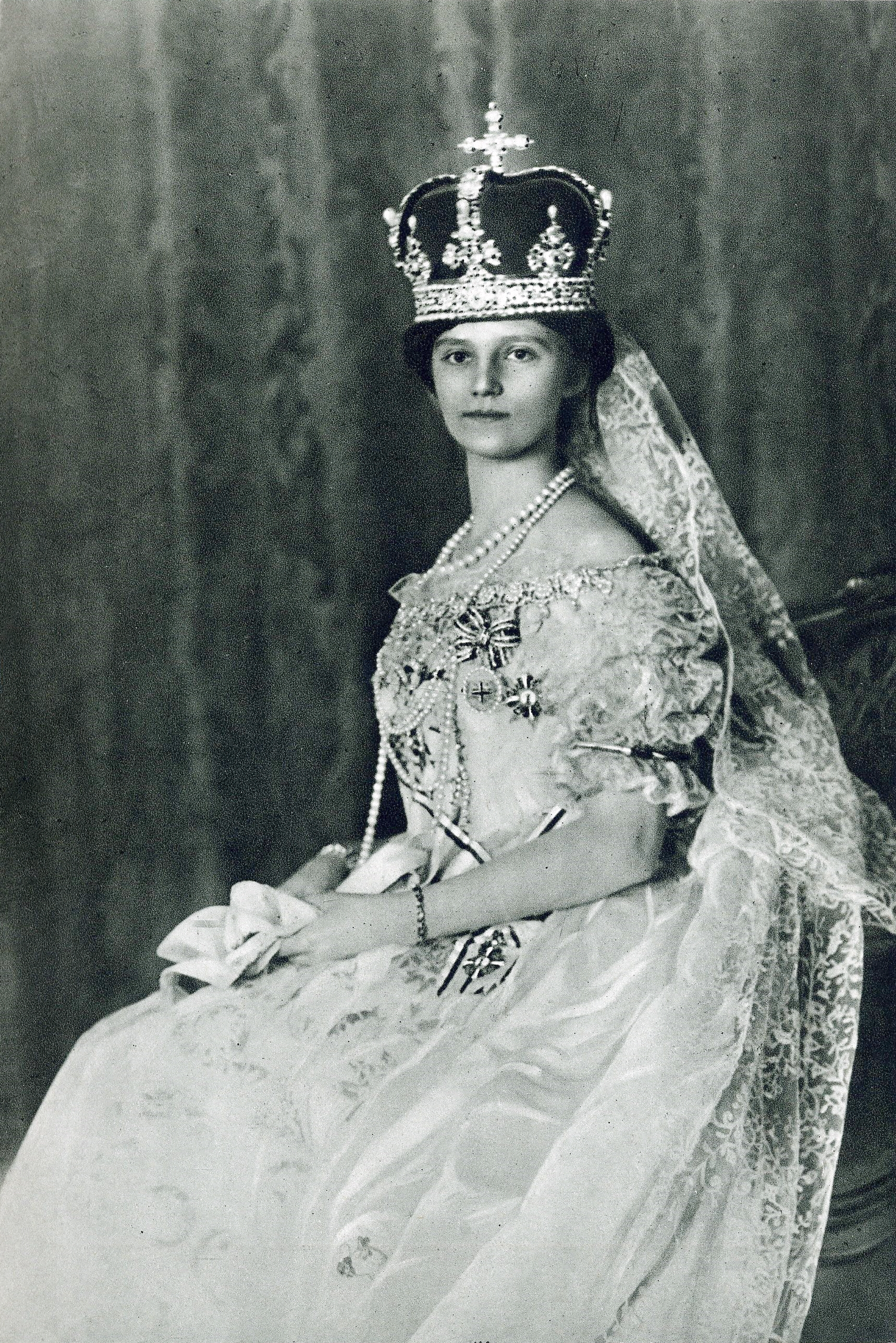
ツィタ・フォン・ブルボン＝パルマ／3月14日没

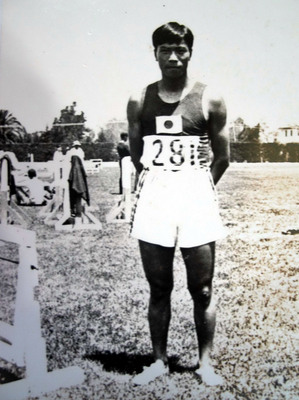
張星賢／3月14日没

- 3月3日 - 田中隆造、実業家、元阪神タイガースオーナー（* 1908年）
- 3月3日 - 大坂志郎[1]、俳優（* 1920年）
- 3月4日 - 南廣、俳優（* 1928年）
- 3月6日 - 志賀義雄、政治運動家・政治家（* 1901年）[2]
- 3月7日 - 石原幹市郎、内務官僚、政治家、元自治大臣・福島県知事（* 1903年）
- 3月7日 - 葉上照澄、天台宗の僧侶（* 1903年）
- 3月12日 - ヤコブ・ギンペル、ピアニスト（* 1906年）
- 3月13日 - 嵯峨善兵、俳優（* 1909年）
- 3月13日 - 亀岡高夫、政治家、元農林水産大臣・建設大臣（* 1920年）[3]
- 3月14日 - ツィタ・フォン・ブルボン＝パルマ、オーストリア＝ハンガリー帝国皇帝カール1世の皇后（* 1892年）
- 3月14日 - 張星賢、陸上競技選手（* 1910年）

## （16日 - 31日）

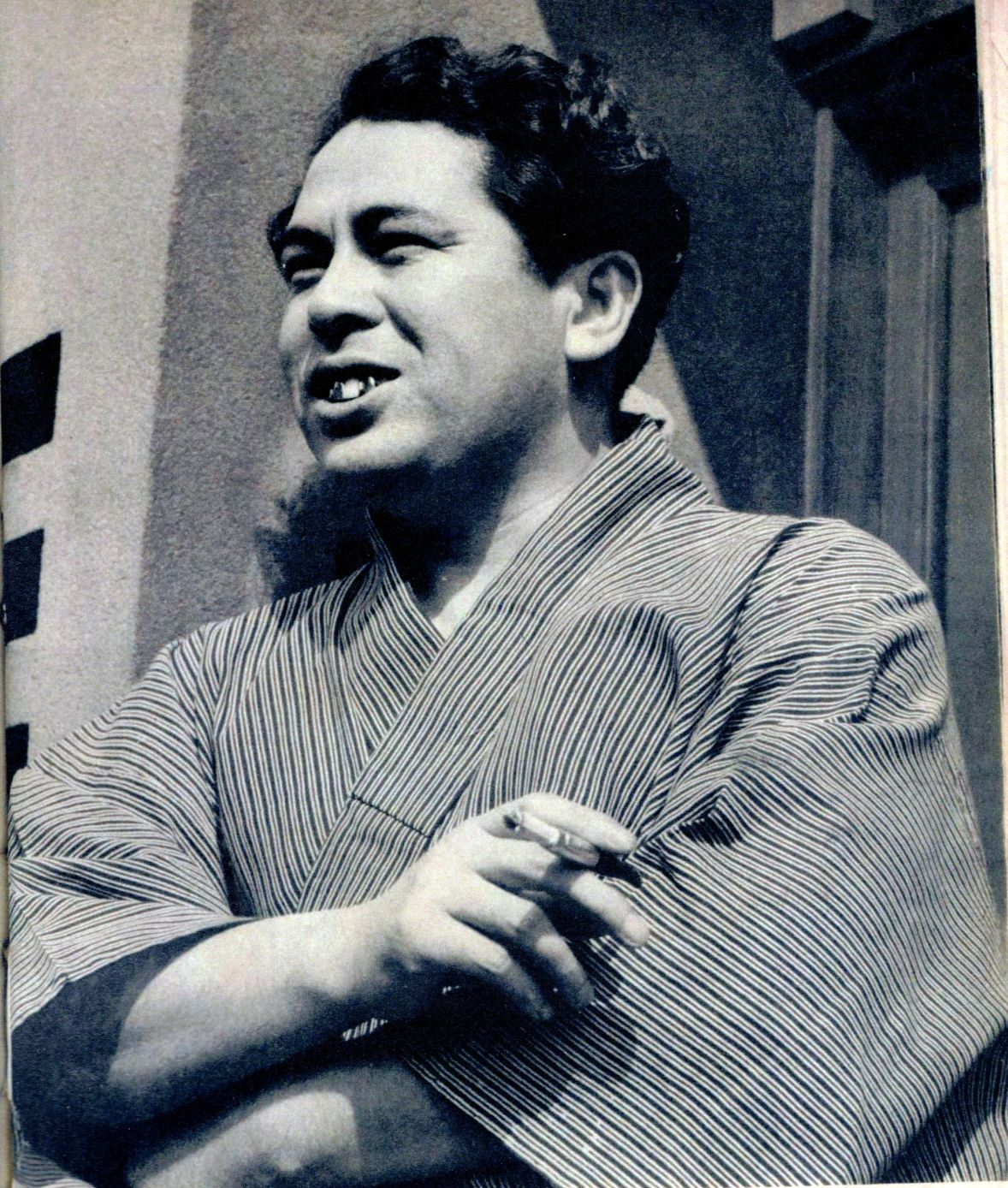
菊島隆三／3月18日没

- 3月18日 - 菊島隆三、脚本家（* 1914年）
- 3月20日 - 村山藤子、実業家（* 1897年）
- 3月20日 - 五島昇、実業家・東急社長・会長（* 1916年）
- 3月23日 - 金子一平、政治家、元経済企画庁長官・大蔵大臣（* 1913年）[4]
- 3月24日 - 荒木道子、女優（* 1917年）
- 3月25日 - 秋好馨、漫画家（* 1912年）